# Melodifestivalen 2012
Il Melodifestivalen 2012 è stato la 52ª edizione del Melodifestivalen, il concorso canoro svedese che decreta annualmente il rappresentante della Svezia all'Eurovision Song Contest.
La competizione è stata vinta da Loreen con il brano Euphoria, che ha poi gareggiato all'Eurovision Song Contest 2012 di Baku.

## Organizzazione
Le varie fasi del Melodifestivalen si sono tenute nelle città svedesi di: Växjö, Göteborg, Leksand, Malmö, Nyköping e Stoccolma.
3 485 canzoni sono state inviate a SVT, di cui 570 per la cosiddetta web wildcard.

## Web wildcard
Come nelle edizioni 2011 e 2010 SVT ha organizzato la cosiddetta web wildcard, per permettere al pubblico di scegliere un concorrente del Melodifestivalen.
Delle 570 canzoni inviate SVT ne ha selezionate 32, che competeranno in una versione online del Melodifestivalen.
4 delle canzoni selezionate sono state eliminate per aver violato le regole, ma solo 3 di esse sono state sostituite.

### Prima semifinale
| Ordine | Artista         | Titolo            | Posizione |
| ------ | --------------- | ----------------- | --------- |
| 1      | Trison          | Set Me Free       | -         |
| 2      | Billie Dee      | Wish You Luck     | 5         |
| 3      | Keylas          | How About You?    | 7         |
| 4      | The Commoneers  | Your Majesty      | 6         |
| 5      | Maria Klemetrud | Catch Me          | 3         |
| 6      | Maria BenHajji  | I mina drömmar    | 1         |
| 7      | Flying Kite     | Seven Years       | 4         |
| 8      | Grand Slam      | All Day All Night | 1         |

### Seconda semifinale[3]
| Ordine | Artista           | Titolo                        | Posizione |
| ------ | ----------------- | ----------------------------- | --------- |
| 1      | Keylas            | For the Win                   | 6         |
| 2      | Nordic Shine      | What If                       | 3         |
| 3      | Elin Jakobsson    | I'm Yours                     | 5         |
| 4      | David Nestander   | Beautiful Love                | 1         |
| 5      | Kajsa Ingemansson | Kitchen Floor                 | 7         |
| 6      | Sören Karlsson    | Se mig som jag är (om du ser) | 8         |
| 7      | -                 | A Heartbeat Away              | 1         |
| 8      | Greta             | Through the Fire              | 4         |

### Terza semifinale[4]
| Ordine | Artista           | Titolo                     | Posizione |
| ------ | ----------------- | -------------------------- | --------- |
| 1      | Never Alone       | Marilyn Monroe             | 1         |
| 2      | Fredrik Sjöstedt  | She Is Love                | 4         |
| 3      | Elin Jakobsson    | I Didn't Wanna Say Goodbye | 6         |
| 4      | Caroline Coquard  | Ingenting, ingen           | 1         |
| 5      | Olle Andersson    | Dance It All Away          | 3         |
| 6      | Vilda             | Songbird                   | 7         |
| 7      | Madeleine Ericson | On the Top of the Mountain | 8         |
| 8      | San Francisco     | Jag kommer ut              | 5         |

### Quarta semifinale
| Ordine | Artista            | Titolo               | Posizione |
| ------ | ------------------ | -------------------- | --------- |
| 1      | Bowties            | Need to Know         | 1         |
| 2      | Ricky & Ronny      | Kärleken ler         | 8         |
| 3      | Trison             | Forever by Your Side | 1         |
| 4      | Felicia Vårnäs     | Not Over You         | 6         |
| 5      | Jenifer            | Letting Go           | 5         |
| 6      | Patrick Egemo      | Higher               | 3         |
| 7      | Vilda              | Box of Love          | 7         |
| 8      | Carolina Jakobsson | Believe              | 4         |

### Finale
| Ordine | Artista          | Titolo               | Posizione |
| ------ | ---------------- | -------------------- | --------- |
| 1      | Maria BenHajji   | I mina drömmar       | 1         |
| 2      | David Nestander  | Beautiful Love       | 3         |
| 3      | Bowties          | Need to Know         | 2         |
| 4      | Caroline Coquard | Ingenting, ingen     | 7         |
| 5      | Trison           | Forever by Your Side | 8         |
| 6      | Grand Slam       | All Day All Night    | 5         |
| 7      | -                | A Heartbeat Away     | 6         |
| 8      | Never Alone      | Marilyn Monroe       | 4         |

## Semifinali

### Prima semifinale
La prima semifinale del Melodifestivalen si è tenuta il 4 febbraio 2012 presso la VIDA Arena di Växjö.
Loreen e i Dead By April si aggiudicano la finale, mentre Sean Banan e Thorsten Flinck & Revolutionsorkestern dovranno esibirsi nuovamente al ripescaggio.
| Ordine | Artista                                | Titolo                                                | Posizione |
| ------ | -------------------------------------- | ----------------------------------------------------- | --------- |
| 1      | Sean Banan                             | Sean den förste Banan                                 | 3         |
| 2      | Abalone Dots                           | På väg                                                | 7         |
| 3      | The Moniker                            | I Want to Be Chris Isaak (This Is Just the Beginning) | 8         |
| 4      | Afro-Dite                              | The Boy Can Dance                                     | 5         |
| 5      | Dead By April                          | Mystery                                               | 2         |
| 6      | Marie Serneholt                        | Salt and Pepper                                       | 6         |
| 7      | Thorsten Flinck & Revolutionsorkestern | Jag reser mig ingen                                   | 4         |
| 8      | Loreen                                 | Euphoria                                              | 1         |

### Seconda semifinale
La seconda semifinale è stata ospitata dallo Scandinavium di Göteborg l'11 febbraio 2012.
Ulrik Munther e David Lindgren passano direttamente alla finale, mentre le Timoteij e i Top Cats andranno al ripescaggio.

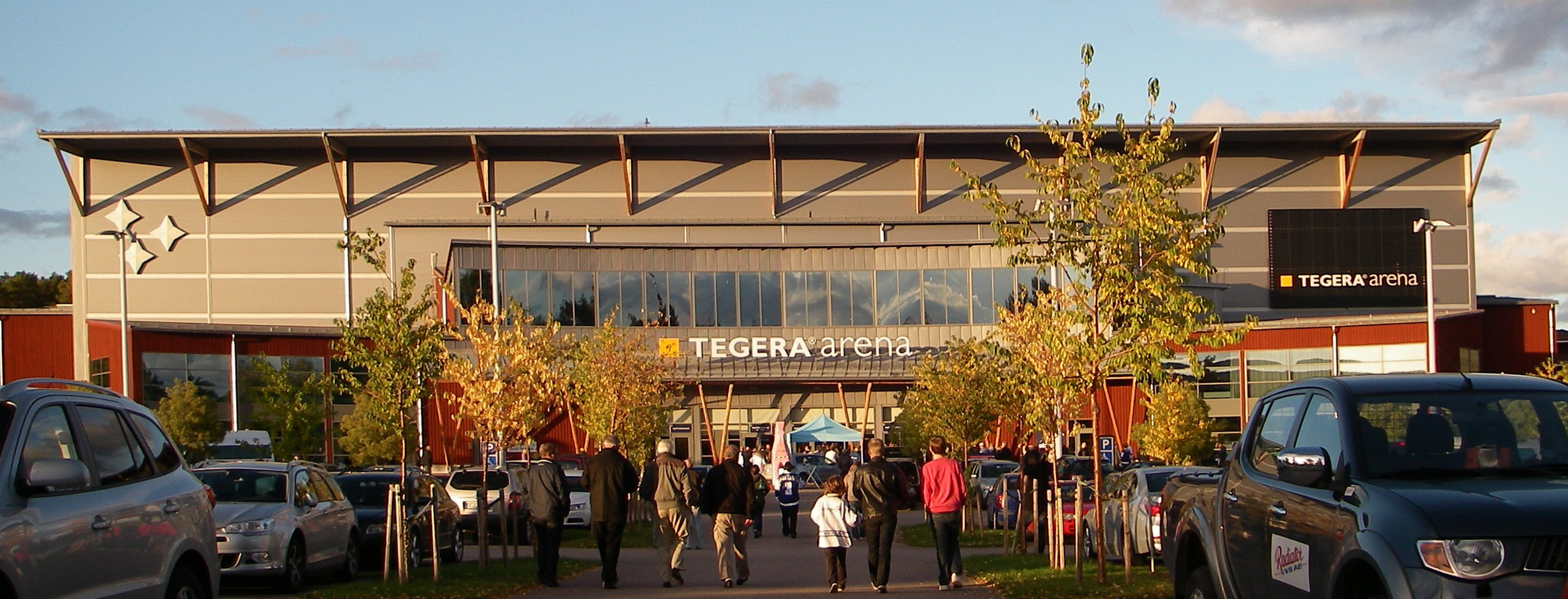
La Tegera Arena di Leksand

| Ordine | Artista           | Titolo               | Posizione |
| ------ | ----------------- | -------------------- | --------- |
| 1      | Ulrik Munther     | Soldiers             | 2         |
| 2      | Top Cats          | Baby Doll            | 3         |
| 3      | Sonja Aldén       | I din himmel         | 6         |
| 4      | Andreas Lundstedt | Aldrig aldrig        | 7         |
| 5      | Timoteij          | Stormande hav        | 4         |
| 6      | David Lindgren    | Shout It Out         | 1         |
| 7      | Mimi Oh           | Det går för långsamt | 8         |
| 8      | Thomas Di Leva    | Ge aldrig upp        | 5         |

### Terza semifinale
La penultima semifinale del 18 febbraio 2012 si è svolta presso la Tegera Arena di Leksand.
Molly Sandén e Björn Ranelid & Sara Li accedono alla finale mentre Andreas Johnson e gli Youngblood si esibiranno nuovamente il 3 marzo.
| Ordine | Artista                 | Titolo            | Posizione |
| ------ | ----------------------- | ----------------- | --------- |
| 1      | Youngblood              | Youngblood        | 4         |
| 2      | Maria BenHajji          | I mina drömmar    | 8         |
| 3      | Mattias Andréasson      | Förlåt mig        | 5         |
| 4      | Love Generation         | Just a Little Bit | 6         |
| 5      | Carolina Wallin Pérez   | Sanningen         | 7         |
| 6      | Andreas Johnson         | Lovelight         | 3         |
| 7      | Molly Sandén            | Why am I Crying   | 1         |
| 8      | Björn Ranelid & Sara Li | Mirakel           | 2         |

### Quarta semifinale
La quarta e ultima semifinale ha avuto luogo presso la Malmö Arena di Malmö il 25 febbraio 2012.
Arrivano in finale Lisa Miskovsky e Danny Saucedo, mentre i Dynazty e Lotta Engberg & Christer Sjögren affronteranno altri 6 artisti nel ripescaggio.
| Ordine | Artista                          | Titolo                | Posizione |
| ------ | -------------------------------- | --------------------- | --------- |
| 1      | Charlotte Perrelli               | The Girl              | 5         |
| 2      | OPA!                             | Allting blir bra igen | 8         |
| 3      | Dynazty                          | Land of Broken Dreams | 4         |
| 4      | Lotta Engberg & Christer Sjögren | Don't Let Me Down     | 3         |
| 5      | Hanna Lindblad                   | Goosebumps            | 7         |
| 6      | Axel Algmark                     | Kyss mig              | 6         |
| 7      | Lisa Miskovsky                   | Why Start a Fire?     | 2         |
| 8      | Danny Saucedo                    | Amazing               | 1         |

## Ripescaggio
L'Andra Chansen (letteralmente Seconda Chance) si è tenuta il 3 marzo presso il Rosvalla Nyköping Eventcenter di Nyköping e ha visto competere gli 8 artisti che hanno raggiunto il 3º e il 4º posto nelle quattro semifinali.

### Prima fase
| Duello | Ordine | Artista                                | Titolo                | Punteggio |
| ------ | ------ | -------------------------------------- | --------------------- | --------- |
| I      | 1      | Dynazty                                | Land of Broken Dreams | 46 666    |
| I      | 2      | Top Cats                               | Baby Doll             | 75 114    |
| II     | 1      | Andreas Johnson                        | Lovelight             | 60 969    |
| II     | 2      | Timoteij                               | Stormande hav         | 69 883    |
| III    | 1      | Thorsten Flinck & Revolutionsorkestern | Jag reser mig igen    | 109 526   |
| III    | 2      | Lotta Engberg & Christer Sjögren       | Don't Let Me Down     | 79 235    |
| IV     | 1      | Sean Banan                             | Sean den förste Banan | 138 034   |
| IV     | 2      | Youngblood                             | Youngblood            | 63 984    |

### Duelli finali
| Artista  | Titolo        | Punteggio |
| -------- | ------------- | --------- |
| Top Cats | Baby Doll     | 98 782    |
| Timoteij | Stormande hav | 54 788    |

| Artista                                | Titolo                | Punteggio |
| -------------------------------------- | --------------------- | --------- |
| Thorsten Flinck & Revolutionsorkestern | Jag reser mig igen    | 196 014   |
| Sean Banan                             | Sean den förste Banan | 111 443   |

## Finale

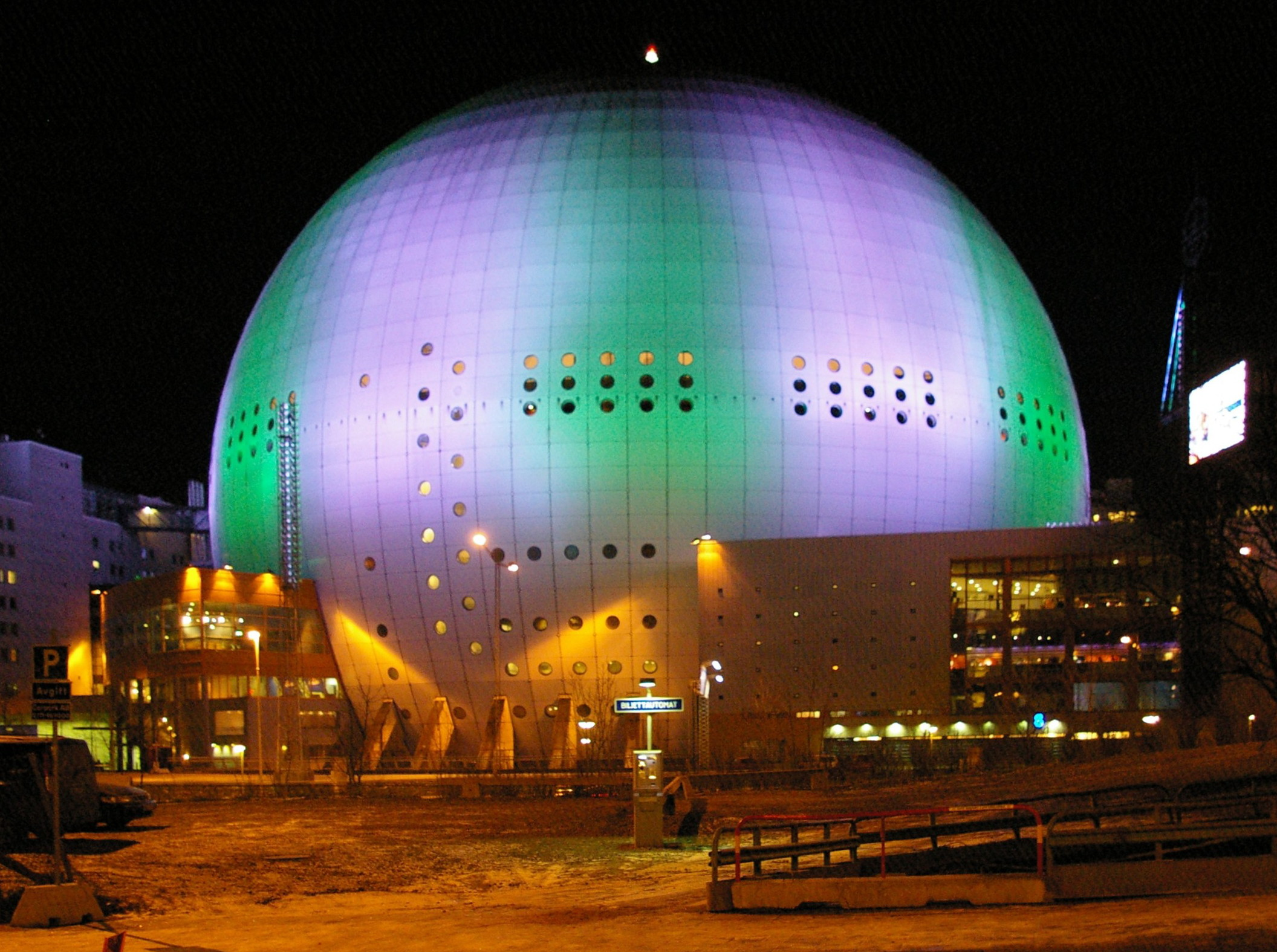
Il Globen di Stoccolma

La finale si è svolta presso il Globen di Stoccolma il 10 marzo 2012, dove si sono affrontati i 10 rimanenti artisti.
| Ordine | Artista                                | Titolo             | Posizione |
| ------ | -------------------------------------- | ------------------ | --------- |
| 1      | David Lindgren                         | Shout It Out       | 4         |
| 2      | Thorsten Flinck & Revolutionsorkestern | Jag reser mig igen | 8         |
| 3      | Dead By April                          | Mystery            | 7         |
| 4      | Lisa Miskovsky                         | Why Start a Fire?  | 9         |
| 5      | Top Cats                               | Baby Doll          | 6         |
| 6      | Loreen                                 | Euphoria           | 1         |
| 7      | Ulrik Munther                          | Soldiers           | 3         |
| 8      | Björn Ranelid feat. Sara Li            | Mirakel            | 10        |
| 9      | Molly Sandén                           | Why Am I Crying?   | 5         |
| 10     | Danny Saucedo                          | Amazing            | 2         |

## All'Eurovision Song Contest

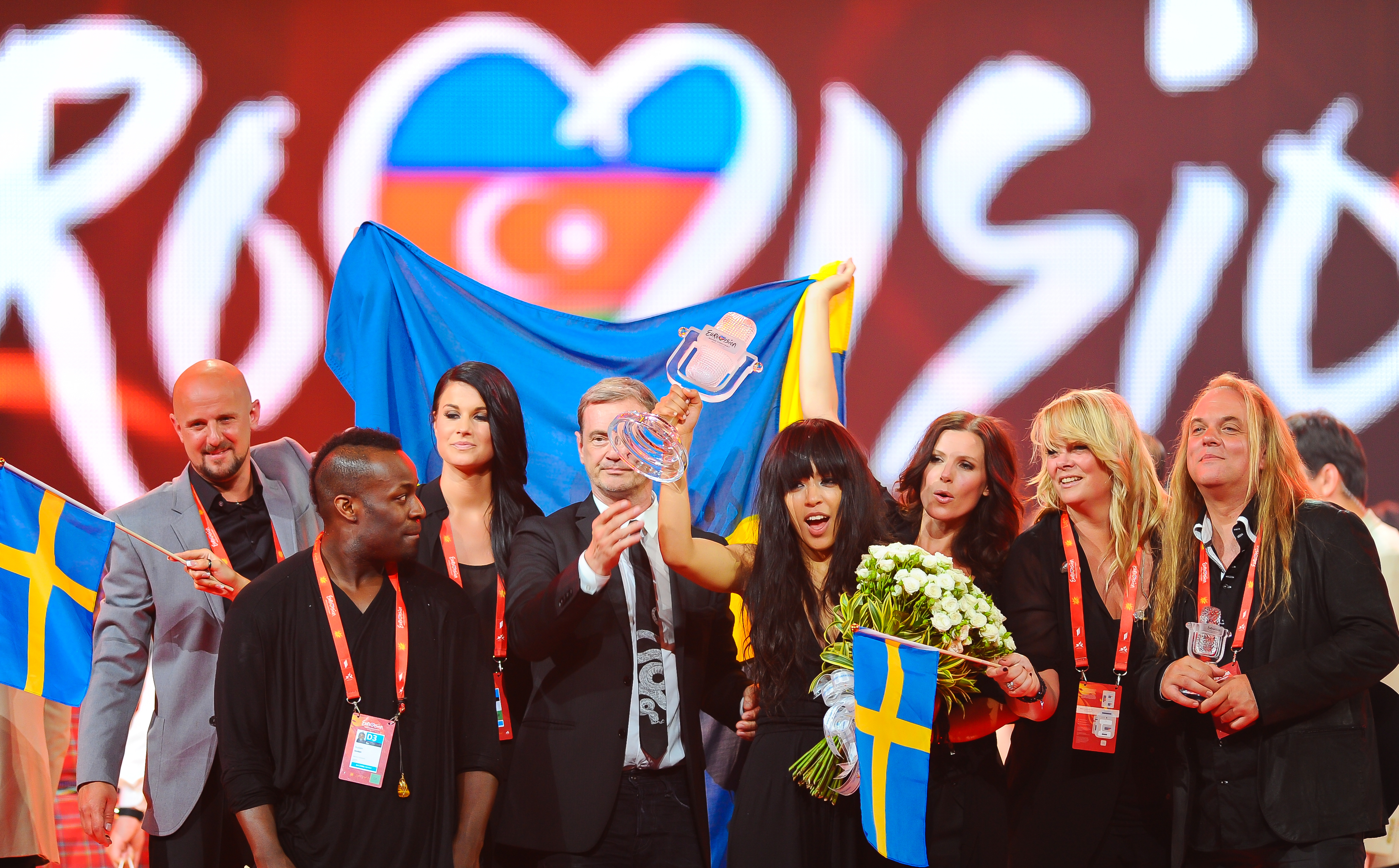
Loreen dopo la vittoria all'Eurovision Song Contest 2012

La Svezia ha gareggiato nella seconda semifinale il 24 maggio 2012, qualificandosi per la finale con 181 punti, ed ha successivamente vinto con un totale di 372 punti.